# 播磨町郷土資料館
播磨町郷土資料館（はりまちょうきょうどしりょうかん）は、兵庫県加古郡播磨町にある博物館。

## 概要
大中遺跡出土品を展示した資料館。郷土の偉人「新聞の父 ジョセフ・ヒコ」・「新井開削の父 今里傳兵衛」や、廃線となった別府鉄道の資料なども展示。屋外には別府鉄道の機関車と客車があり乗車することもできる。
日本博物館協会会員館、兵庫県博物館協会加盟館。全国歴史民俗系博物館協議会加盟館。またひょうごっ子ココロンカードの対象施設になっている。指定管理者制度を採用せず、播磨町の直営である。播磨町のご当地マンホールカード配布担当施設である。

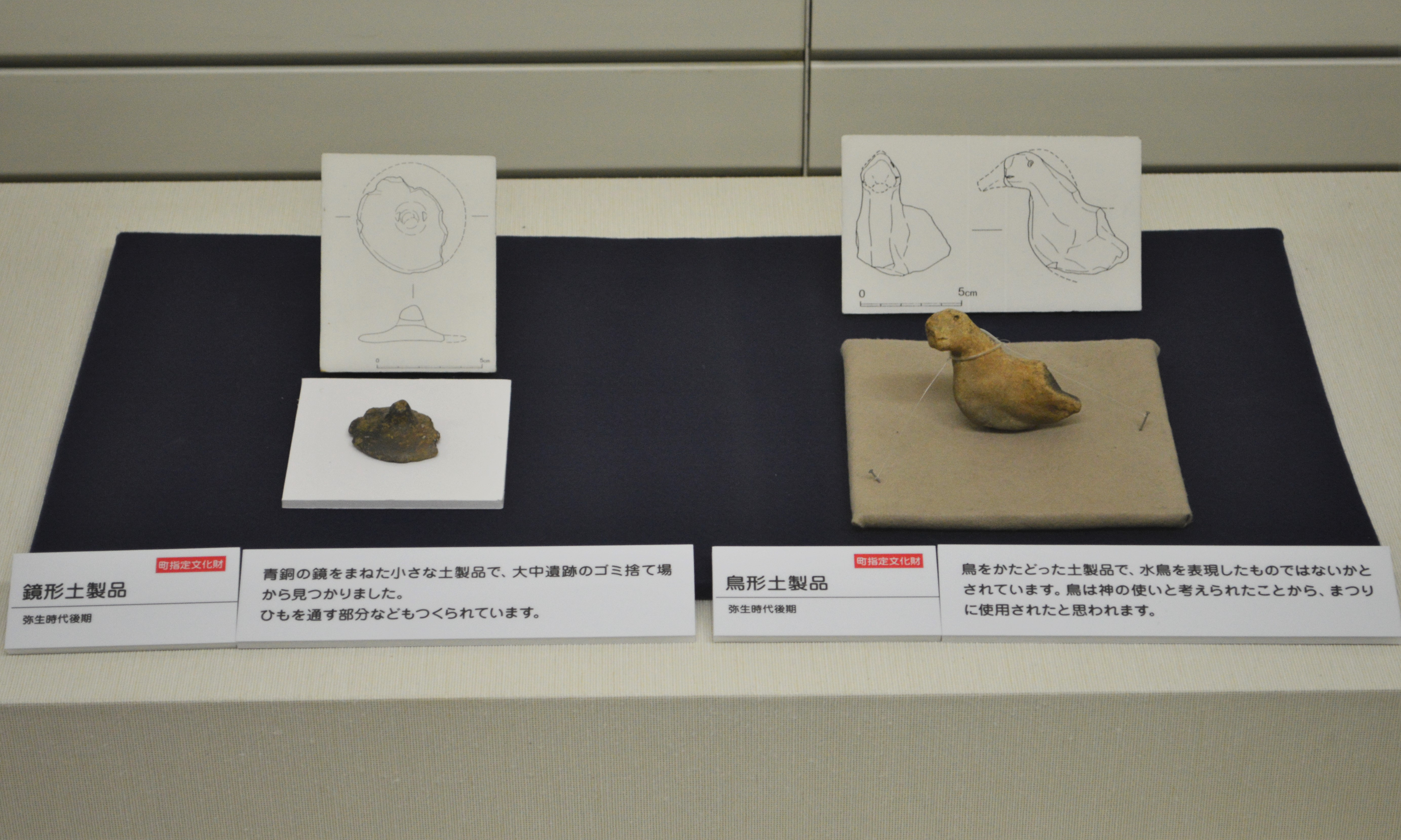
大中遺跡出土 鏡形土製品・鳥形土製品（播磨町指定文化財）
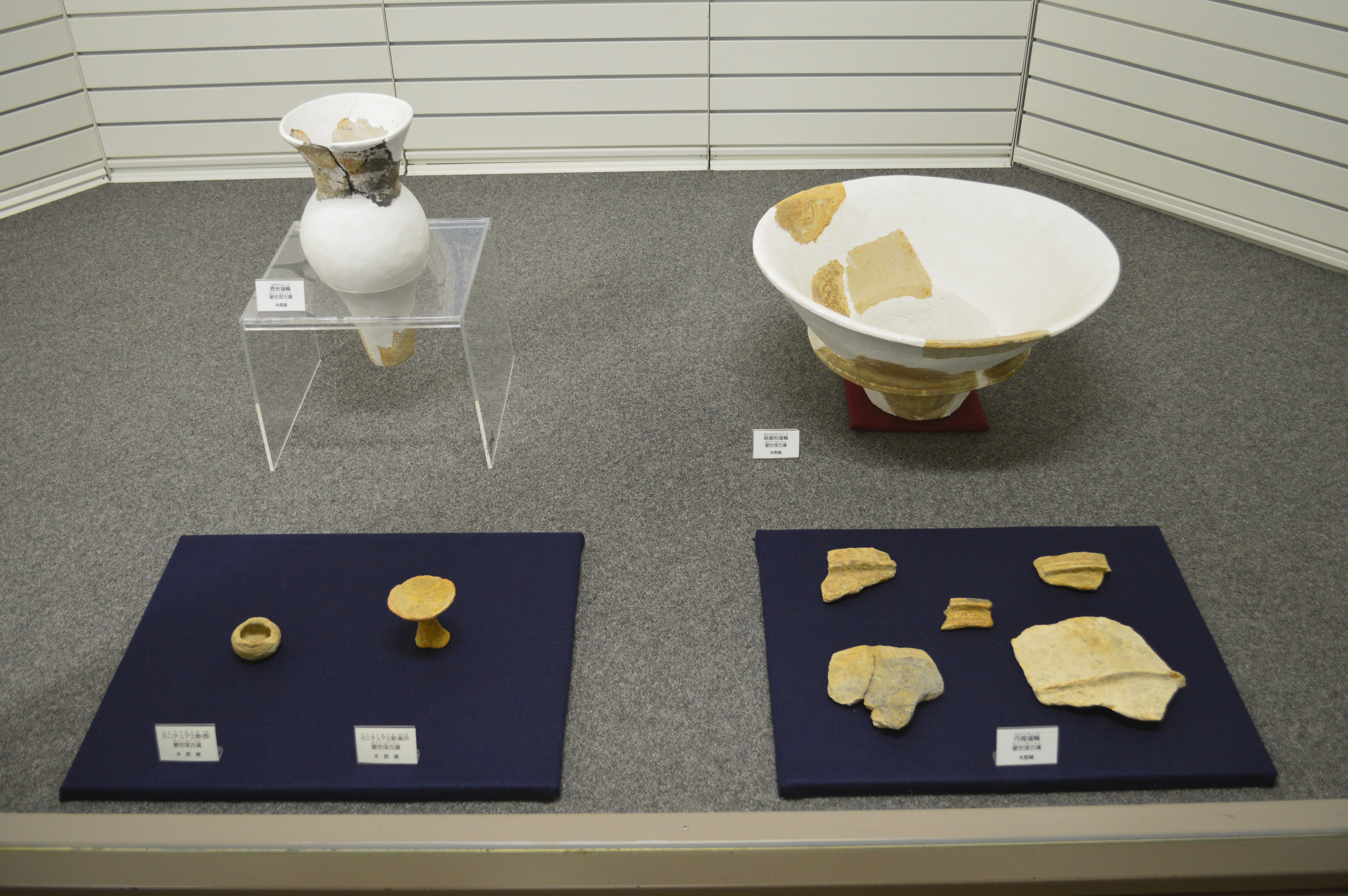
愛宕塚古墳出土品

## 保存車両

### ディーゼル機関車
- 別府鉄道DC302

### 客車

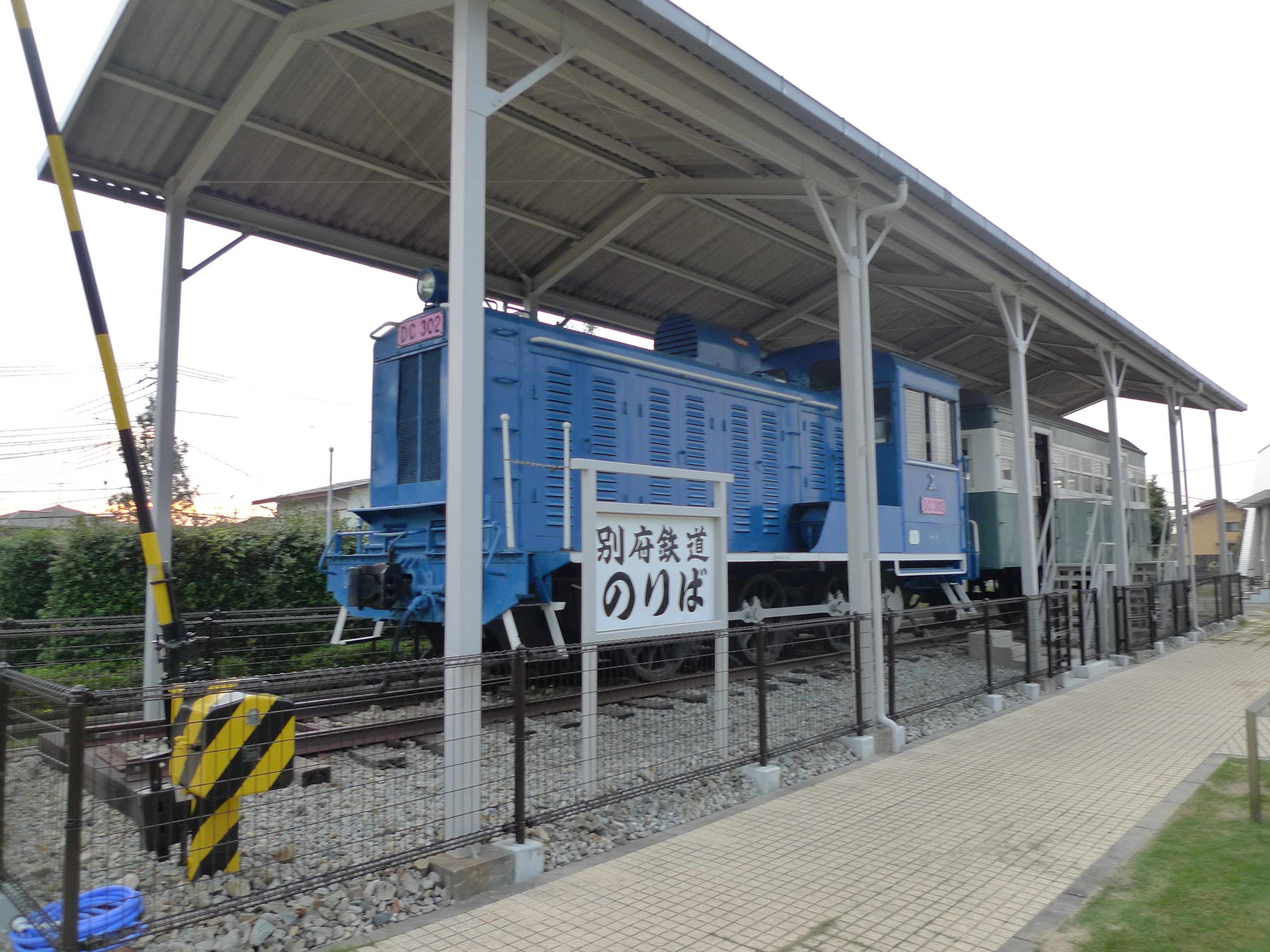
別府鉄道の機関車と客車

- 別府鉄道ハフ5

## 交通アクセス
- JR神戸線（山陽本線）土山駅から徒歩約15分
- 播磨町駅（山陽電車）から徒歩約25分
- 明石西ICから約3km

## 周辺
- 大中遺跡、大中遺跡公園（隣接）
- 兵庫県立考古博物館（隣接）